# Записки научного общества имени Шевченко
«Записки Научного общества имени Шевченко» (укр. Записки Наукового товариства імені Шевченка, сокращённо «Записки НТШ») — украинское научное издание по украиноведению, выпускаемое «Научным обществом имени Шевченко».

## История
В 1892 году «Научное общество имени Шевченко» начало выпускать издание, представлявшее собой сборник научных работ по украиноведению. Первоначально материал подготавливался по трём секциям: историко-философская, филологическая и математически-природноведческо-медицинская. Длилось это до 1897 года и первым фактическим редактором этого издания был А. Я. Кониский (до 1894 года). При редакторской деятельности М. С. Грушевского (1895-1913 годы) были оставлены первые две секции. Периодичность регулярно изменялась. В первые годы было ежегодным сборником научных работ. В 1895 году «Записки» стали выходить четыре раза в год, а с 1896 по 1913 год один раз в два месяца как журнал.
С 1914 года снова издание стало сборником, выходившим нерегулярно. С 1924 года «Записки» выпускаются в двух частях по секциям «Научного общества имени Шевченко»: историко-философским и филологическим. В 1937 году был прекращён выпуск этого издания (вышло всего 155 томов во Львове). Возобновлён уже в эмиграции в 1948 году. С 1990 года издаётся на Украине. На 2009 год выпущено 257 томов.
Помимо А. Я. Кониского и М. С. Грушевского, публиковались работы И. Я. Франко, М. И. Павлика, А. П. Оглоблина, А. И. Яковлева, В. К. Прокоповича, Б. Д. Крупницкого, Ф. М. Колессы, И. П. Крипякевича и других. Отдельные выпуски посвящались Т. Г. Шевченко, И. Я. Франко, М. С. Грушевскому, Р. С. Смаль-Стоцкому, Иосифу Слепому и другим.